# اپل.دی. اپ
الان پیندا لیندو جونیور (به انگلیسی: Allan Pineda) (زاده ۲۸ نوامبر، ۱۹۷۴) که با نام اپل.دی.اپ شناخته می‌شود، رپر و عضو گروه بلک آید پیز است.مادر او یک فیلیپینی و پدر او یک آفریقایی آمریکایی بود و خود نیز در پامپانگا، فیلیپین به دنیا آمد.خانواده آنها زمانی که او کودک بود به آمریکا رفتند.او نیز از آنجایی که علاقه به خوانندگی داشت وارد این حرفه شد.سپس وارد گروه بلک آید پیز شد و این اوج حرفه‌اش بود.